# سیارک ۳۳۷۹۹
سیارک ۳۳۷۹۹ (به انگلیسی: 33799 Myra، نامگذاری:1999UV2) سی و سه هزار و هفتصد و نود و نهمین سیارک کشف شده‌است که در ۱۹ اکتبر ۱۹۹۹ کشف شد.